# Carmelo Lazatin

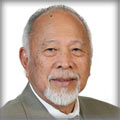
Carmelo Lazatin

Carmelo Feliciano Lazatin Sr. (* 28. Juni 1934 in Angeles City; † 12. Dezember 2018 in San Fernando, Pampanga) war ein philippinischer Politiker.

## Biografie
Nach dem Schulbesuch studierte er Maschinenbau an der University of Santo Tomas und schloss dieses Studium 1954 mit der Graduierung ab. Später trat er in den Familienbetrieb Heirs of Trinidad Lazatin Inc. ein, deren Präsident er von 1967 bis 1980 war. Als Unternehmer ist er außerdem seit 1976 Präsident und Generalmanager der Mabuhay Consolidated Corporation. Zwischen 1986 und 1987 war er außerdem Direktor und Generalmanager der Philippine Amusement and Gaming Corporation.
Lazatin war bereits zwischen 1987 und 1998 Abgeordneter des Repräsentantenhauses der Philippinen (Kapulungán ng mgá Kinatawán ng Pilipinas or Mababang Kapulungan ng Kongreso). Von 2001 bis 2007 war er Bürgermeister (Mayor) von Angeles City.
Ab 2007 war er wiederum Abgeordneter des Repräsentantenhauses. In diesem vertrat er als Mitglied der Lakas-CMD (Lakas-Kabalikat ng Malayang Pilipino-Christian Muslim Democrats) den Wahlbezirk I (1st District) der Provinz Pampanga.
Im aktuellen 14. Kongress war er Stellvertretender Vorsitzender der Ausschüsses für Grundlagen, Glücksspiel und Amüsement sowie die Jahrtausendentwicklungsziele (Millennium Development Goals). Außerdem war er als Vertreter der Parlamentsmehrheit Mitglied der Ausschüsse für Grundschulbildung und Kultur, Ökologie, Regierungsgesellschaften und Privatisierung, Wohnungsbau und Stadtentwicklung, Information und Kommunikationstechnologie, Natürliche Ressourcen, Armutsbekämpfung, Öffentliche Arbeiten und Autobahnen (Highways), Soziale Dienste, Verkehr sowie dem sogenannten „Mittel-und-Wege-Ausschuss“ (Committee on Ways and Means).
Lazatin engagierte sich darüber hinaus schulpolitisch und war seit 1966 Vizepräsident und Vizeschatzmeister der Republic Central Colleges.